# Enteropsidae
Enteropsidae — родина щелепоногих ракоподібних ряду Cyclopoida. Представники родини є ендопаразитами голкошкірих та напівхордових.

## Класифікація
Родина містить 17 видів у 4 родах:
- Enterocolides, Chatton&Harant, 1922
- Enteropsis, Aurivillius, 1885
- Lequerrea, Chatton&Harant, 1922
- Mychophillus, Hesse, 1865